# Marcusadorea jamaicensis
Marcusadorea jamaicensis is een mosdiertjessoort, de plaatsing in een familie is nog onzeker. De wetenschappelijke naam van de soort is voor het eerst geldig gepubliceerd in 2010 door Vieira, Migotto & Winston.